# زمین قابل کشت
|                                                            |  |  |
| میزان درصد زمین‌های قابل کشت در کشورهای دنیا (نگاره سمت چپ) |  |  |

زمین قابل کشت زمینی است که برای شخم زدن مناسب است، چنانکه از زمین چراگاهی و زمین جنگلی دائمی جدا می‌باشد.